# Huragan Wilma
Huragan Wilma – potężny cyklon tropikalny, 21. sztorm i 12. huragan na Oceanie Atlantyckim w ciągu sześciu miesięcy 2005 roku. Jest również trzecim huraganem w tym sezonie, któremu przypisano najwyższą kategorię w pięciostopniowej skali Saffira-Simpsona. Naukowcy z amerykańskiego Narodowego Centrum Huraganów, uznali go za najsilniejsze zanotowane tego typu zjawisko w historii. Stwierdzono również, że dla tego huraganu, należałoby utworzyć kolejną – VI kategorię. Siła huraganu zmalała po przejściu nad meksykańskim stanem Jukatan 22 października 2005 roku, po którym stał się on huraganem 3. kategorii.
W drugim tygodniu października 2005 roku, rozległe i złożone obszary niskiego ciśnienia (depresja atmosferyczna) uformowały się nad zachodnią częścią Oceanu Atlantyckiego oraz wschodnimi wyspami Karaibskimi, którym towarzyszyło kilka centrów burz i sztormów. Ten obszar spowodował załamanie pogody w południowo-zachodniej części Jamajki. Zjawisko to powoli przeobrażało się w silny sztorm tropikalny, który 17 października 2005 roku nazwano Wilma. Sztorm przesuwając się powoli nad ciepłymi wodami Zatoki Meksykańskiej, rósł w siłę stając się huraganem 18 października 2005 roku. W ciągu 24 godzin wiatr urósł w siłę, przeobrażając się z silnego tropikalnego sztormu o prędkości 110 km/h w potężny huragan piątej kategorii z wiatrem przekraczającym 280 km/h. Wiatr zdecydowanie uspokoił się po przejściu nad Meksykiem, jego prędkość 23 października zmalała do 177 km/h.

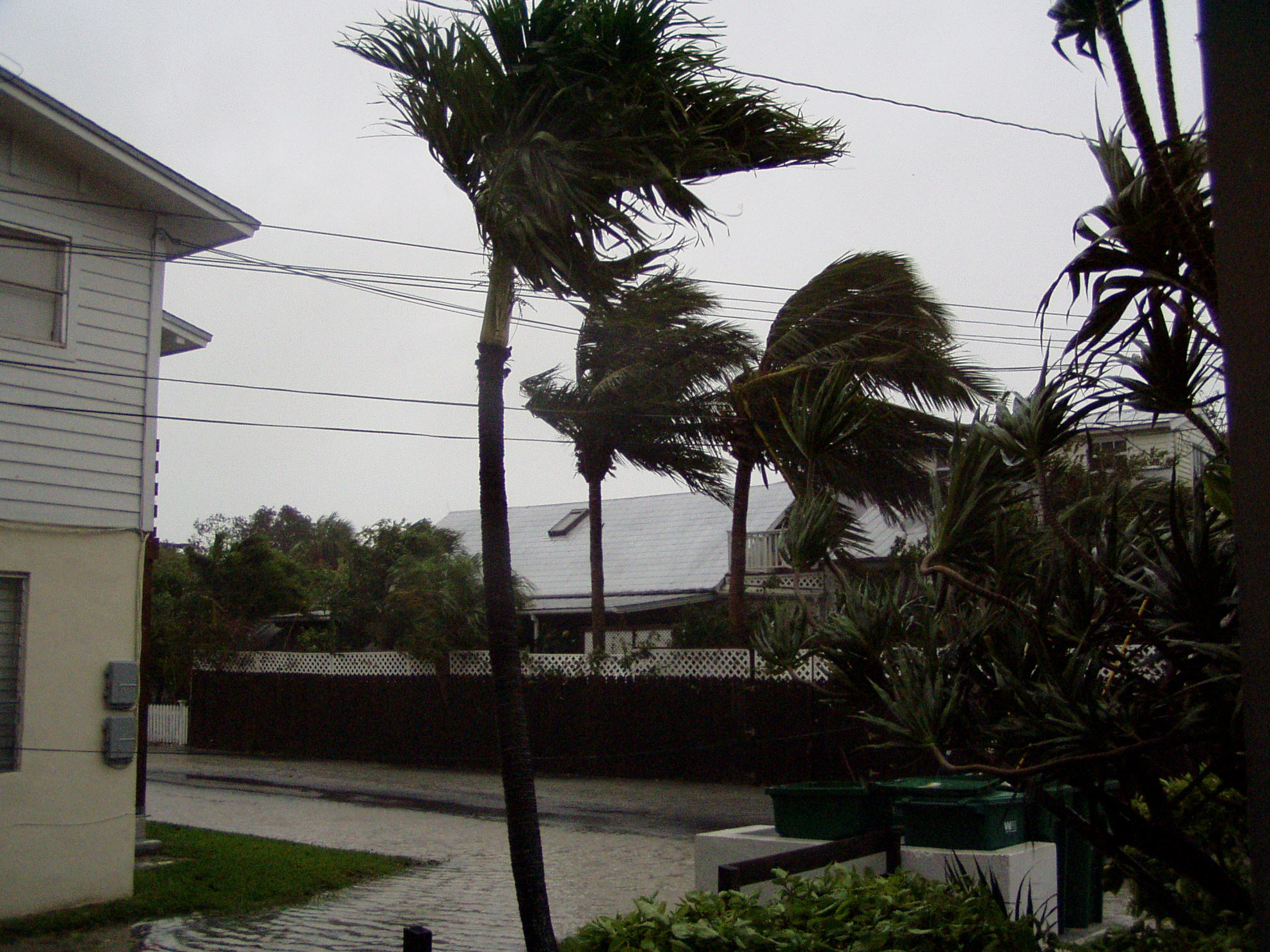
Huragan Wilma w należącej do USA wyspie Key West w archipelagu Florida Keys.

Wilma 21 października 2005

Około godziny 16:00 czasu amerykańskiego (22:00 czasu polskiego), oko huraganu Wilma (strefa ciszy), które ma średnicę 65 km, znajdowało się nad meksykańskimi wyspami Cozumel (20°6′ N 86°9′ W), blisko stanu Quintana Roo. Przesuwając się na północny zachód z prędkością (9 km/h) 22 października uderzyła w meksykański półwysep Jukatan, gdzie pozbawiła domów i noclegów dziesiątki tysięcy ludzi, a śmierć poniosło 10 osób. W panice z egzotycznych wysp i wybrzeży meksykańskich uciekło ponad 35 tysięcy turystów. Huragan, który podczas 6 godzin w nocy z 21 na 22 października przesunął się tylko o niecałe 30 km, w zmienił kurs i skierował się na zachodnią Kubę, po czym ruszył na północ i uderzył w amerykański stan Floryda, gdzie gubernator Jeb Bush już kilka dni wcześniej ogłosił stan zagrożenia. W obawie przed huraganem władze Hondurasu zamknęły porty nad Zatoką Meksykańską. Stan zagrożenia ogłoszono na Kubie, w Nikaragui i Meksyku, a na wyspach Archipelagu Florida Keys zarządzono obowiązkową ewakuację mieszkańców. George W. Bush oraz gubernator Florydy Jeb Bush ogłosili na Florydzie stan klęski żywiołowej.
Wilma była najpotężniejszym zarejestrowanym huraganem wszech czasów 5 kategorii w skali Saffira-Simpsona, z wiatrem o sile prawie 295 km/h, centrum ciśnienia nieprzekraczającym 882 mbar (hPa) i frontem o rozpiętości 750 km.
Na wieść o przybraniu na sile przez huragan Wilma nerwowo zareagowały rynki paliwowe.

## Ofiary
| Kraj              | Ofiary śmiertelne |
| ----------------- | ----------------- |
| Haiti             | 13                |
| Stany Zjednoczone | 5                 |
| Meksyk            | 4                 |
| Bahamy            | 1                 |
| Jamajka           | 1                 |
| Razem:            | 24                |